# Tomasz Marczyński
Tomasz Marczyński (Cracòvia, 6 de març de 1984) fou un ciclista polonès, professional des del 2006 fins al 2021.
En el seu palmarès destaquen tres campionats nacionals en ruta i un en contrarellotge. El 2015 va guanyar la Volta al Marroc i al 2017 dues etapes a la Volta a Espanya.

## Palmarès
- 2007
  -  Campionat de Polònia en ruta
- 2008
  - Vencedor d'una etapa de la Volta a Astúries
- 2010
  - 1r al Tour de Seül i vencedor d'una etapa
  - 1r al Memorial Romana Regorowicz
  - Vencedor d'una etapa de la Szlakiem Grodów Piastowskich
- 2011
  -  Campionat de Polònia en ruta
  -  Campionat de Polònia en contrarellotge
  - 1r a la Malopolski Wyscig Gorski
  - 1r a Licide i vencedor de 2 etapes
- 2012
  - Vencedor de la classificació de la muntanya de la Volta a Múrcia
  - Vencedor de la classificació dels esprints intermedis de la Volta a Catalunya
- 2015
  -  Campionat de Polònia en ruta
  - 1r a la Volta al Marroc i vencedor de 3 etapes
  - 1r al Tour del Mar Negre i vencedor d'una etapa
- 2017
  - Vencedor de 2 etapes a la Volta a Espanya

### Resultats al Giro d'Itàlia
- 2017. 47è de la classificació general
- 2021. No surt (9a etapa)

### Resultats a la Volta a Espanya
- 2017. 55è de la classificació general. Vencedor de 2 etapes
- 2019. 74è de la classificació general
- 2020. 118è de la classificació general

### Resultats al Tour de França
- 2018. 103è de la classificació general